# Barrô
Barrô va ser una freguesia portuguesa del municipi d'Águeda. En el marc de la reforma administrativa nacional de 2013, va ser fusionada amb la freguesia d'Aguada de Baixo per donar lloc a una nova, Barrô e Aguada de Baixo.
Localitzada al sud del municipi, la freguesia de Barrô té per veïns a les freguesias de Recardães al nord, Aguada de Cima a l'est, Aguada de Baixo al sud i Espinhel al nord-oest i al municipi d'Oliveira do Bairro al sud.
El 2011 tenia 1.826 habitant en una àrea de 7km²
Va ser vila i seu del municipi entre 1514 i començaments del segle xix. Estava constituït per les freguesias d'Aguada de Baixo i Barrô de Aguada. Tenia, el 1801, 970 habitants.

## Història
L'any 982 apareix en les confrontacions amb Recardães, així com en el 961 en les d'Aguada de Baixo. Va ser acotat per D. Afonso Henriques per al bisbe Bernat. Pel que fa a l'obtenció del fur, sembla que va ser atorgat a Lisboa per D. Manuel a l'any 1514.

### Heràldica: Blasó, Segell i Bandera
La freguesia de Barrô va ser la primera del municipi en posseir aquests símbols. En acta del 16 de març de 1993 l'Associació d'Arqueòlegs Portuguesos, a Lisboa, aprova sense cap problema la proposta presentada, pel que el seu parer va ser publicat en el Diário da República, II Sèrie, del 6 d'agost de 1993 en què es va passar a instituir definitiva i oficialment, el blasó, segell i bandera de la Freguesia de Barrô.
Aquesta és la descripció heràldica inclosa en l'acta que la Junta va enviar a l'Associació dels Arqueòlegs:
Descripció heràldica: Les armes de plata simbolitzen la noblesa; els raïms de raïm i les espigues d'arròs, signifiquen les dues cultures predominants en la freguesía; les rodes dentades, són el reflex del progrés industrial de Barrô en els últims anys; les franges ondulades de blau, simbolitzen el riu Cértima, que va a l'oest del límit de la freguesia. A la bandera, el groc significa el daurat dels camps d'arròs i el vermell la força, el progrés i el dinamisme de Barrô i de la seva gent. Diari de la República - III SÈRIE - N.º 183 - 6 d'agost de 1993

## Parròquia de Barrô
Actualment la parròquia de Barrô integra la UPA (Unidade Pastoral) d'Águeda, amb Fermentelos, Recardães, Borralha, Águeda, Castanheira, Préstimo, i Macieira de Alcoba

## Llocs d'interès
- Barrô
- Carqueijo
- Església Parroquial (segle XVII): destaca el conjunt del retaule i el sostre.
- Capella de Sant António (segle XVII): la imatge de Sant Antoni és del segle XV però bastant tosca.
- Crucero: Conserva només la columna del segle XVII